# Kylie Cosmetics
Kylie Cosmetics é uma empresa norte-americana de cosméticos e maquiagens de propriedade da Kylie Jenner. Anteriormente Kylie Lip Kits, a empresa foi renomeada para Kylie Cosmetics em 2016 após o lançamento do batom líquido e delineador de lábios definido em 30 de novembro de 2015. Em 2018, a Forbes informou que a empresa foi avaliada em 800 milhões de dólares. Em março de 2019, a Kylie Cosmetics foi avaliada em 900 milhões de dólares. Em 18 de novembro de 2019, a Coty, Inc. comprou uma participação de 51% na empresa por 600 milhões de dólares.

## Visão geral
Em 2014, Kylie Jenner assinou contrato com a Seed Beauty, uma empresa lançada por Laura Nelson. A inspiração para os produtos de estréia veio da insegurança infantil de Jenner sobre o tamanho dos lábios. Jenner descreveu sua decisão de usar sua antiga insegurança como inspiração para sua marca como "uma das coisas mais autênticas que já fiz em minha carreira". Os primeiros 15.000 kits para lábios foram financiados por Jenner a um custo de US$ 250 mil com seus ganhos em modelagem. Kylie Lip Kits estreou em 2015 e esgotou-se em um minuto, travando o site. A mãe de Jenner, Kris Jenner, trouxe a plataforma canadense de comércio eletrônico Shopify no final de 2015 para terceirizar as vendas. A empresa foi renomeada para Kylie Cosmetics em fevereiro de 2016 e a produção foi aumentada para 500.000 kits. Até o final de 2016, a receita total era de US$ 300 milhões.

## Crítica

### Supervalorização da empresa
Em 8 de abril de 2020, a Forbes novamente nomeou Jenner como a bilionária "self-made" mais jovem do mundo, citando que seu patrimônio líquido aumentou para $ 1,2 bilhão. No entanto, em maio, a Forbes divulgou um comunicado acusando Jenner de falsificar documentos fiscais para que ela aparecesse como bilionária. A publicação também a acusou de fabricar números de receita para a Kylie Cosmetics, citando documentos divulgados pela Coty Inc (que adquiriu uma participação majoritária na Kylie Cosmetics). O artigo da Forbes concluiu que a Kylie Cosmetics era significativamente menor e menos lucrativa do que o relatado anteriormente.

### Controvérsia da paleta de sombras
Em 2017, a Kylie Cosmetics recebeu uma reação negativa depois que os clientes começaram a relatar um cheiro estranho e preocupante da paleta de sombras Royal Peach da marca. Este cheiro pungente foi descrito como tendo um cheiro de "produto químico e cola", com muitos comparando-o com "tinta spray" e "diluente".

## Lista de Países onde Kylie Cosmetics está disponível à venda
| Continente       | País                   |
| ---------------- | ---------------------- |
| America do Norte | Estados Unidos         |
| Europa           | Reino Unido            |
| America do Norte | Canadá                 |
| Oceania          | Austrália              |
| America Central  | Anguila                |
| America do Sul   | Argentina              |
| America do Sul   | Colômbia               |
| America do Norte | Bahamas                |
| Europa           | Alemanha               |
| Oceania          | Nova Zelândia          |
| Ásia             | Índia                  |
| Europa           | Itália                 |
| Europa           | Portugal               |
| Europa           | França                 |
| America Central  | Panamá                 |
| Europa           | Mónaco                 |
| Ásia             | Japão                  |
| America Central  | Jamaica                |
| America do Sul   | Paraguai               |
| America do Norte | México                 |
| Europa           | Dinamarca              |
| Europa           | Suíça                  |
| America do Sul   | Guiana Francesa        |
| Europa           | Rússia                 |
| Europa           | Espanha                |
| Europa           | Suécia                 |
| Ásia             | Hong Kong              |
| Ásia             | Emirados Árabes Unidos |
| Europa           | Grécia                 |
| Europa           | Áustria                |
| America do Sul   | Uruguai                |
| Ásia             | Israel                 |
| Europa           | Luxemburgo             |
| Europa           | Croácia                |
| Europa           | Finlândia              |
| Europa           | Bulgária               |
| Europa           | Polónia                |
| Europa           | Islândia               |
| Ásia             | Singapura              |
| Europa           | Eslovênia              |
| América do Sul   | Brasil                 |